# 청자

고려 청자의 모습.

청자(靑瓷)는 푸른 빛깔의 자기(瓷器)로, 극소한 철분을 함유한 유약(釉藥)을 고화도의 환원염(還元炎)으로 소성하면 푸른 기를 띠어 발색한다. 옛 중국 한나라 시대에 이미 만들어지고 있었고, 그 후 송나라 시대로 접어들어 대단히 아름다운 청자가 구워지고 있었다. 

## 같이 보기
- 고려청자
- 백자